# 3

3(삼, 三, 영어: three)은 2보다 크고 4보다 작은 자연수다. 또한 수를 표기하기 위한 숫자이기도 하다.

## 수학
- 3은 2번째 소수(素數)다. 앞의 소수는 2이고, 다음 소수는 쌍둥이 소수인 5다. 바로 앞의 자연수도 소수인 유일한 소수다. 연속하는 두 자연수 중 반드시 하나는 짝수이고, 나머지 하나는 홀수이므로 2를 포함해야 하는 경우여야 하며 (1, 2) 은 1이 소수가 아니므로 (2, 3)만 이를 만족한다.
  - 가장 작은 메르센 소수다. 다음 메르센 소수는 7이다.

({\displaystyle 3=2^{2}-1})
  - 2번째 소피 제르맹 소수로, {\displaystyle 3\times 2+1}의 값인 7도 소수다. 앞의 소피 제르맹 소수는 2, 다음은 5다.
  - 가장 작은 슈퍼 소수로, 3의 소수 순번인 2도 소수다. 다음 슈퍼 소수는 5다.
  - 가장 작은 페르마 소수다. 다음 페르마 소수는 5다.

({\displaystyle 3=2^{1}+1})
  - 가장 작은 프로트 소수다. 다음 프로트 소수는 5다.

({\displaystyle 3=1\times 2^{1}+1})
  - 2번째 회문 소수다. 앞의 회문 소수는 2, 다음은 5다.
- 3은 부족수다.
- 3은 2번째 삼각수다. 다음 삼각수는 6이다.
- 3은 4번째 피보나치 수다. 앞의 피보나치 수는 2이고, 다음은 5다.
- 3은 2번째 뤼카 수다. 앞의 뤼카 수는 1이고, 다음은 4다.
- 3은 이전 두 자연수의 합과 같은 유일한 자연수다.
- 3은 이전 두 자연수의 팩토리얼의 합과 같은 자연수다.
- 3 이하의 모든 자연수의 곱(계승)은 6이다.

({\displaystyle 3!=1\times 2\times 3=6})
- 3의 제곱은 9다.
- 3은 자릿수 제곱합이 제곱수인 3번째 자연수다. 이 성질을 지닌 앞의 수는 2, 다음 수는 4다. (OEIS의 수열 A175396)
- 3을 포함하는 피타고라스 수
  - {\displaystyle 3^{2}+4^{2}=5^{2}}
- 3의 배수는 거꾸로 써도 3의 배수이며, 각 자리수를 다 더해도 역시 3의 배수가 된다.
  - 예: 18→81 (9), 144→441 (9), 123→321 (6)
- 각 자리의 숫자를 모두 더한 수가 3의 배수이면, 원래의 수도 3의 배수다.
  - 증명: {\displaystyle 100a+10b+c=99a+a+9b+b+c=3(33a+3b)+(a+b+c)}
- 3개의 직선이 만나면 삼각형을 이룬다. 삼각형은 꼭짓점이 3개이고 변도 3개인, 가장 적은 변을 가진 다각형이다.
- 3차원 공간 상의 세 점은 한 평면을 결정한다.
- 3은 사진법에서 마지막 수이다. 3 다음에 4가 오는 것은 오진법부터 해당하고, 사진법에서는 0,1,2,3,10,11,12,13...하는 식으로 센다.
- 3개 이상의 숫자를 한꺼번에 : (콜론)을 써서 나타낸 비를 연비로 부른다.
- 3차마방진은 오직 1개만 존재한다.(회전,상하좌우대칭 제외)
- 3은 종교적으로 결혼수 또는 완전수라고도 한다.
- 그룹 파이브돌스의 3번째 미니앨범 '짝 1호'의 티저가 공개된 시간은 3시 33분이다.
- 3자리의 숫자는 100부터 999까지이다.

## 과학
- 원자번호 3번은 리튬(Li, Lithium)이다.
- 지구는 태양계의 세 번째 행성이다.
- 대부분의 물질은 세 가지 상태인 액체, 고체, 기체 가운데 하나의 성질을 지닌다.
- 곤충의 몸은 머리, 가슴, 배 세 부분으로 이루어진다
- 삼원색
  - 물감: 마젠타, 노랑, 시안
  - 빛: 빨강, 녹색, 파랑
- NGC 3: 물고기자리 방향에 있는 렌즈형은하.

## 교통

### 철도
- 수도권 전철 3호선
- 부산 도시철도 3호선
- 대구 도시철도 3호선

### 도로
- 고속도로
  - 유럽 고속도로 3호선(영어판)
  - 아시안 하이웨이 3호선
- 국도 제3호선
  - 대한민국 3번 국도: 경상남도 남해군 미조면에서 강원특별자치도 철원군 철원읍까지 이어지는 대한민국의 국도.
  - 일본 3번 국도: 후쿠오카현 기타큐슈시 모지구에서 가고시마현 가고시마시까지 이어지는 일본의 국도.
- 기타 도로
  - 현도 제3호선

## 문화유산
현재는 이 번호들이 쓰이지 않음을 유의해야 한다.
- 대한민국의 국보 제3호: 서울 북한산 신라 진흥왕 순수비
- 대한민국의 보물 제3호: 서울 원각사지 대원각사비
- 대한민국의 사적 제3호: 수원 화성
- 대한민국의 명승 제3호: 완도 정도리 구계등

## 방송
- IPTV의 tvN 채널 번호.[1]
- 스카이라이프의 EBS 1TV 채널 번호.

## 스포츠
- 축구에서 한 선수가 3점을 득점하는 것을 해트트릭이라고 부른다.
- 농구에서 2점슛 뿐만 아니라, 3점슛도 있다.
- 야구에서 1루수의 수비번호를 나타낸다.
- 야구에서 스트라이크 3개면 삼진 아웃이다.
- 야구에서 아웃 3개면 공수교대를 한다.(9회, 콜드 게임인 경우는 예외이다.)
- 야구에서 외야수는 좌익수, 중견수, 우익수 3명으로 이루어져 있다.
- 야구에서 주자 3명을 아웃시키면 트리플 아웃이다.
- 권투 경기는 매 라운드 당 3분씩 겨룬다.
- 올림픽 메달은 금메달, 은메달, 동메달로 3등까지만 주어진다.
- 대한민국의 스타크래프트 개인리그에서 스타리그는 3회 우승시 골든 마우스다.

## 역사
- 삼한: 마한, 변한(변진), 진한
- 조선의 삼정승: 영의정, 좌의정, 우의정
- 한국의 삼국 시대: 고구려, 신라, 백제[2]
- 한국의 후삼국시대: 태봉/고려, 후백제, 신라
- 중국의 삼국시대:  위, 촉, 오
- 삼국간섭
- 로마의 역사에서 공화정에서 제정으로 넘어가던 시기에 1·2차 삼두정치가 있었다.
- 명나라 만력삼대정: 보바이의 난, 임진왜란, 양응룡의 난
- 삼학사
- 쑨원의 삼민주의
- 삼정의 문란: 전정, 군정, 환곡
- 3S 정책: 스포츠(Sports), 섹스(Sex), 스크린(Screen)
- 3F 정책: 축구(Futebol), 로마 가톨릭(Fatima), 파두(Fado)

## 음악
- 서양 고전음악에서 삼중주는 세 대의 악기로 연주하는 악곡을 말한다.
- 3화음은 근음, 3도, 5도를 쌓은 것을 말한다.
- 셋온음은 온음 세개가 더해진 음정을 말하며 음정 도수로는 증4도 또는 감5도라고도 불린다.
- 트라이앵글은 둥근 강철봉을 열린 삼각형으로 구부린 악기다.
- 세도막 형식은 A-B-A의 주요 부분으로 되어 있는 것을 말한다.

## 정치·사회
- 삼권분립은 국가권력을 입법부, 행정부, 사법부로 나누는 것을 말한다.
- 대한민국의 중학교와 고등학교는 삼학년까지 있다.
- 노동삼권은 단결권, 단체교섭권, 단체행동권이다.
- 육군, 해군, 공군을 가리켜 3군이라고 부른다.
- 대한민국의 형사 재판은 3심 제도로 이뤄지는데, 1심 지방법원, 2심 고등법원, 3심 대법원 순으로 이뤄진다.
- 삼김시대: 1970년대부터 2000년대까지 김영삼, 김대중, 김종필이 한국 정계에 막강한 영향력을 행사하던 시대

## 지리
- 남아프리카 공화국의 수도는 행정수도는 프리토리아, 입법수도는 케이프타운, 사법수도는 블룸폰테인으로 3개다.
- 발트 3국: 리투아니아, 라트비아, 에스토니아
- 베네룩스 3국: 네덜란드, 룩셈부르크, 벨기에
- 캅카스 3국: 조지아, 아르메니아, 아제르바이잔

## 철학·종교
- 삼위일체: 성부, 성자, 성령
- 가톨릭 기도문이란 삼종기도가 있다.
- 삼독: 불교에서 깨달음에 장애가 되는 세 가지로, 탐욕(貪), 분노(성냄)(嗔), 어리석음(癡)을 말함.[3]
- 《시경》, 《서경》, 《역경》(주역)을 묶어 삼경이라 부른다.
- 군자삼락(君子三樂): 《맹자》에 나오는 말로, 부모가 살아계시고 형제가 무사한 것, 하늘과 사람에 부끄럽지 않은 것, 천하의 영재를 얻어 교육하는 것을 말함.[4]
- 삼여(三餘): 책을 읽기 좋은 때로, 겨울, 밤[夜], 장마철을 말함.[5]

## 기타
- 연도: 3년, 기원전 3년
- 미국의 폴로 랄프 로렌이란 번호도 3번이 있다.
- 음력 3월 3일을 삼짇날이라 부른다.
- 3월 3일을 삼겹살의 날(삼겹살데이)이라 부른다.
- SBS 모닝와이드의 3부는 뉴스가 아닌 아침 교양프로그램으로 방송한다.
- 3: 홍콩에 본사를 둔 이동 통신 사업자.
- 3호선 버터플라이: 대한민국의 밴드.
- 기아 K3
- 2000년 이후 태어난 남자의 주민등록번호 일곱번째 자리는 3이다.
- 대한민국의 TV 채널 셋톱박스는 총 3자리 숫자이다.
- 8을 절반 가린 모양과 흡사하다.

## 3을 나타내는 그림과 사진

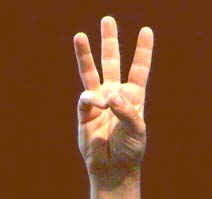
손가락 셈(한국식)
아라비아 숫자 3
한자 숫자 三

## 같이 보기
- 세제곱수